# Regalecidae
I Regalecidae sono una famiglia di pesci ossei marini appartenenti all'ordine Lampriformes.

## Etimologia
Il nome comune di «pesce remo» attribuito a queste specie deriva probabilmente dalla forma del corpo, estremamente compresso e allungato, o forse dalla falsa credenza diffusa in passato che sosteneva che questi pesci si spostassero «remando» nell'acqua con le lunghe pinne pelviche. Il nome della famiglia, Regalecidi, deriva dal latino regalis, che significa «regale». Gli occasionali spiaggiamenti di pesci remo dopo le tempeste e il fatto che risalgano in superficie quando sono malati o morti, rende i Regalecidi tra i maggiori indiziati all'origine dei racconti riguardanti i serpenti di mare.

## Descrizione

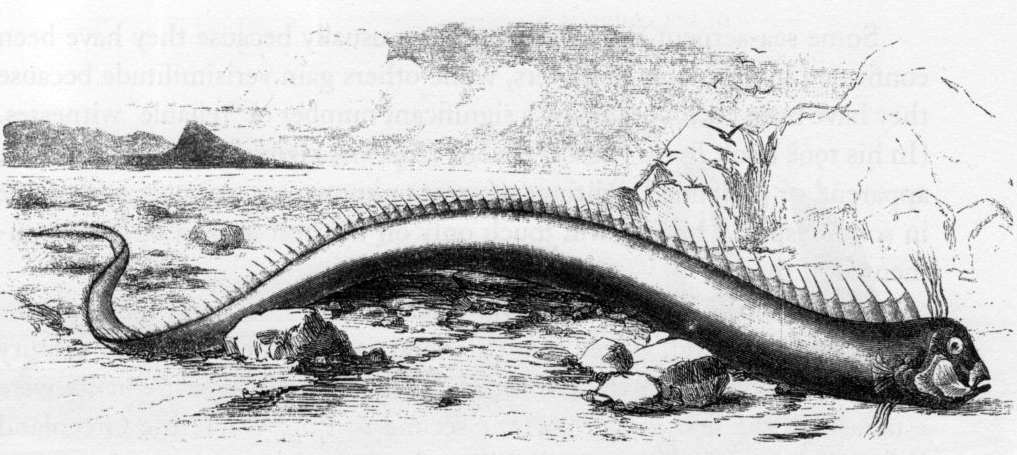
Un pesce remo arenatosi su una spiaggia delle Bermuda nel 1860. Era lungo 4,9 metri e venne inizialmente descritto come un serpente marino.

Il corpo è compresso lateralmente e nastriforme, molto allungato e di colore argenteo. La pinna dorsale, di colore rosso, si origina sopra gli occhi (relativamente piccoli) e percorre l'intera lunghezza del corpo. Dei circa 400 raggi della pinna dorsale, i primi 10-12 sono allungati, portano lembi di pelle all'estremità e formano una sorta di cresta. Le pinne pelviche sono ridotte ciascuna a un raggio molto allungato. Le pinne pettorali sono estremamente ridotte e situate piuttosto in basso sul corpo. La pinna anale è completamente assente, mentre quella caudale può essere assente o molto ridotta; il corpo termina con una punta sottile. Tutte le pinne hanno solo raggi molli. Hanno una piccola bocca obliqua estremamente protrusibile con denti non visibili. Il corpo è privo di scaglie e la pelle è ricoperta di guanina argentata facilmente abrasibile. In Agrostichthys parkeri la pelle è rivestita da tubercoli ossei. Tutte le specie sono prive di vescica natatoria e hanno un numero variabile di branchiospine. In base ad una testimonianza riferita da alcuni ricercatori neozelandesi, si sostiene che il pesce remo possa dare una «scossa elettrica» quando viene toccato.
La colorazione è variabile; i fianchi sono quasi sempre ricoperti da strisce irregolari azzurrognole o nerastre e da puntolini e macchioline nere. Queste macchie spariscono rapidamente dopo la morte. R. glesne è di gran lunga la specie più grande della famiglia, con i suoi 8 metri di lunghezza  e 272 chili di peso, si tratta comunque di dimensioni eccezionali, la taglia media non supera i 3 metri. In base ad un'osservazione da un batiscafo si è supposto che un esemplare di R. glesne, non misurato, raggiungesse i 17 metri.

## Distribuzione e habitat
Le specie della famiglia hanno distribuzione globale. Tuttavia, gli incontri in situ con esemplari vivi sono molto rari e quasi tutto quello che conosciamo sulla distribuzione di questi animali è strettamente collegato con le testimonianze delle catture o degli esemplari spiaggiati. Sono animali batipelagici che si possono trovare fino a 1000 metri di profondità.  Contrariamente ai giovanili gli adulti compaiono solo di rado in superficie, quando sono malati o feriti.

## Biologia
Tutte le informazioni che abbiamo sul comportamento e sull'ecologia dei pesci remo provengono dai rari incontri con i subacquei e dalle catture accidentali. 

### Comportamento
Nel 2001 un pesce remo venne filmato vivo e in situ: la creatura di 1,5 metri venne individuata da un gruppo del personale della Marina USA durante l'ispezione di una boa alle Bahamas . Il pesce remo venne visto nuotare allo stesso modo dell'amia, cioè ondulando ritmicamente la pinna dorsale e tenendo il corpo disteso. Alcuni R. glesne sono stati visti nuotare con orientamento verticale, con il lungo asse perpendicolare alla superficie dell'oceano; forse si tratta di una posizione assunta per localizzare il cibo: in questo modo il pesce può sfruttare al massimo la luce che proviene dalla superficie, localizzando meglio le sue prede. Sono in grado di perdere volontariamente l'estremità posteriore del corpo quando attaccati da un predatore, si tratta di un unicum tra i Lampridiformes.

### Alimentazione
I pesci remo si nutrono prevalentemente di zooplancton, precisamente di eufausiidi, gamberetti e altri crostacei Catturano anche piccoli pesci pelagici e talvolta meduse.

### Riproduzione
L'oceanodromo Regalecus glesne depone le uova al largo del Messico da luglio a dicembre; si presume che tutte le specie della famiglia non abbiano cure parentali e si limitino a rilasciare in acqua le loro uova galleggianti, dai colori brillanti e lunghe 6 millimetri, che ben presto entrano a far parte dello zooplancton. Le uova si schiudono dopo circa tre settimane e gli avannotti che ne escono, estremamente attivi, iniziano a nutrirsi degli altri membri dello zooplancton. Gli avannotti ricordano molto gli adulti, con le lunghe pinne dorsali e pelviche e la bocca protrusibile. Gli avannotti e i giovani sono stati visti nuotare appena sotto la superficie.

## Specie

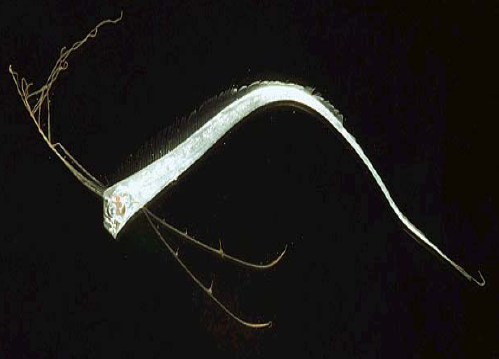
Un giovane esemplare di Regalecus glesne

I Regalecidi comprendono due generi con tre specie.
- Genere Agrostichthys
  - Agrostichthys parkeri (Benham, 1904)
- Genere Regalecus
  - Regalecus glesne Ascanius, 1772, re d'aringhe
  - Regalecus russelii (Cuvier, 1816)